# 干禄县
干禄县（越南语：／）是越南河静省下辖的一个县。面积378平方千米，2003年总人口180931人。

## 地理
干禄县北接宜春县和鸿岭市社；西接德寿县；西南接香溪县；东接石河县。

## 历史
2018年7月11日，同禄社改制为同禄市镇。
2019年11月21日，进禄社并入彦市镇，金禄社、双禄社和长禄社合并为金双长社，庆禄社、永禄社和安禄社合并为庆永安社。
2024年11月14日，越南国会常务委员会通过决议，自2025年1月1日起，中禄社并入同禄市镇。

## 行政区划
干禄县下辖2市镇15社，县莅彦市镇。
- 彦市镇（Thị trấn Nghèn）
- 同禄市镇（Thị trấn Đồng Lộc）
- 嘉亨社（Xã Gia Hanh）
- 庆永安社（Xã Khánh Vĩnh Yên）
- 金双长社（Xã Kim Song Trường）
- 美禄社（Xã Mỹ Lộc）
- 富禄社（Xã Phú Lộc）
- 光禄社（Xã Quang Lộc）
- 山禄社（Xã Sơn Lộc）
- 清禄社（Xã Thanh Lộc）
- 天禄社（Xã Thiên Lộc）
- 纯善社（Xã Thuần Thiện）
- 常禄社（Xã Thượng Lộc）
- 嫦娥社（Xã Thường Nga）
- 松禄社（Xã Tùng Lộc）
- 旺禄社（Xã Vượng Lộc）
- 春禄社（Xã Xuân Lộc）